# Distretto di Ajumako-Enyan-Essiam
Il distretto di Ajumako-Enyan-Essiam (ufficialmente Ajumako/Enyan/Essiam District, in inglese) è un distretto della regione Centrale del Ghana.